# Gap (entreprise)
Pour les articles homonymes, voir Gap.
Gap est un groupe de magasins de vêtements basé à San Francisco aux États-Unis fondé en 1969 par Donald Fisher, car, selon la légende, ce dernier ne trouvait pas de jeans à son goût. Le nom lui a été soufflé par sa femme en référence au « generation gap » (fossé entre les générations), ou bien l'écart entre les générations.

## Histoire
En 1983, les Fisher sont dans l’impasse. Ils décident de repenser entièrement leur enseigne. Ils font alors appel au génie de la pub de l’époque aux États-Unis : Millard Drexler. Tout Gap est entièrement remanié : les T-shirts qui ne se déclinaient qu’en blanc voient s’élargir leurs palettes de couleurs. Le logo de l’enseigne est remanié. À l’intérieur même des boutiques, Millard Drexler modifie l’attitude Gap. Tous ces changements fonctionnent et la clientèle retrouve l’esprit de la marque du début. Gap est désormais un acteur majeur dans le secteur du prêt-à-porter avec Inditex et H&M[réf. nécessaire].
En octobre 2010, Gap modifie son logo mais à la suite du mécontentement des clients pour la simplicité de ce dernier, l'entreprise renonce à cette nouvelle identité visuelle et reprend son logo emblématique.
En mai 2013, Gap ainsi que d'autres marques comme Walmart refusent de signer l'accord sur la sécurité incendie et bâtiments au Bangladesh proposé par les fédérations syndicales internationales IndustriALL global union et UNI global union, cet accord signé par de nombreux grands groupes du textile (Primark, Zara, Mark&Spencer, Benetton...) faisant suite à la mort de 1 200 travailleurs à la suite de l'effondrement du Rana Plaza au Bangladesh le 24 avril 2013.
En juin 2015, Gap annonce la fermeture d'un quart de ses magasins en Amérique du Nord soit 175 magasins, en plus d'une suppression de 250 postes au siège social du groupe. Le groupe après cette restructuration aura 500 boutiques et 300 magasins d'usines en Amérique du Nord. Dès lors, il applique les principes de la fast fashion dans certains magasins de son enseigne Old Navy.
Mai 2016, après un premier trimestre décevant sur le plan financier, Gap ferme 75 magasins sous enseigne Old Navy et Banana Republic.
En septembre 2018, Gap Inc. commence à faire connaître Hill City, une marque de vêtements de sport pour hommes lancée en octobre 2018.
En février 2019, Gap annonce la scission de la marque Old Navy, marque qui possède a elle-seule un chiffre d'affaires de 8 milliards de dollars, alors que le reste du groupe a un chiffre d'affaires de 9 milliards de dollars. En janvier 2020, Gap annonce renoncer à cette scission.
En août 2019, Gap France annonce la fermeture de 8 magasins sur 28.
Début janvier 2020, Gap ferme sa boutique située sur les Champs Élysées, entraînant ainsi le licenciement de près de 90 employés. Au total, plus d'un quart des 850 employés de France devraient être affectés par les fermetures massives prévues pour 2020.
En août 2020, la marque annonce la fermeture à venir de plusieurs de ses magasins, y compris son magasin amiral de San Francisco, qui accueille le siège social de la société. Ces fermetures visent selon la marque à s'adapter une clientèle de plus en plus portée vers la vente en ligne.
Le 20 octobre 2020, Gap annonce la fermeture de la totalité des cent vingt magasins européens de la chaine. En novembre 2021, Gap annonce la reprise de ses magasins en Italie par OVS, qui devient ainsi le franchisé de Gap en Italie, gardant ces magasins ouverts et permettant à OVS de vendre sous la marque Gap.
En avril 2021, la Financière immobilière bordelaise reprend Gap France, qui compte alors 21 points de vente.
En décembre 2022, Gap France est repris par Go sport autre filiale de la Financière immobilière bordelaise pour un montant de 38 millions d'euros. Inquiets de leur sort, les 350 salariés du groupe ont fait joué leur droit d'alerte à travers les élus du personnel.
En février 2023, le parquet requiert un placement en redressement judiciaire des magasins de Gap France. Le 27 février, le tribunal de Grenoble acte la cessation de paiement de la branche française de Gap et son dépôt de bilan. Le 11 mai, le tribunal de commerce de Grenoble annonce que c'est la société Spodis, appartenant à JD Sports, qui va reprendre Gap France pour 300 000 euros, sauvegardant 214 emplois sur 336.
En mai 2024, Gap a présenté une collection limitée en partenariat avec la marque de vêtements californienne Dôen, célébrant la fraternité.
Le 22 août 2024, Gap a changé son symbole boursier de « GPS » à « GAP ».

### Identité visuelle (logo)

Logo de Gap de 1969 à 1986
Logo de Gap, controversé, utilisé du 4 au 11 octobre 2010.
Logo actuel depuis 1986.

## Activité
La chaîne Gap, son enseigne étendard, est présente aux États-Unis, tout comme au Canada, au Japon, en Chine, en Turquie, aux Émirats arabes unis, au Chili, en Australie, au Maroc, au Brésil et en Europe (Royaume-Uni, France, Allemagne...) et compte plus de 3 000 magasins dans le monde. Le groupe possède également les marques Old Navy, Banana Republic, Athleta, ainsi que l'enseigne de distribution haut de gamme Intermix rachetée début 2013.
Le groupe Gap propose des collections allant du prêt à porter de grande diffusion au prêt à porter haut de gamme pour femme, homme, enfant et bébé, de vêtements, sous-vêtements, accessoires et chaussures. Elle offre aussi des petits articles pour la décoration intérieure (bougies, parfums, etc.).

### «Gapisation»
Faisant suite aux difficultés de la marque autour des années 2010, le néologisme « Gapisation » (ou « syndrome de Gap ») apparait ; celui-ci décrit « une enseigne qui a force d'avoir vendu pendant vingt ans les mêmes jeans et sweat-shirts est à bout de souffle » ou plus simplement une marque victime de « banalisation ».

## Actionnaires
Liste des principaux actionnaires au 21 août 2021.
| Nom                                        | %     |
| John Fisher                                | 18,3% |
| Bob Fisher                                 | 11,8% |
| William S. Fisher (en)                     | 10,2% |
| The Vanguard Group                         | 6,83% |
| Dodge & Cox                                | 6,44% |
| Doris F. Fisher (en)                       | 5,22% |
| Lone Pine Capital (en)                     | 5,10% |
| JPMorgan Investment Management             | 3,48% |
| Highfields Capital Management (en)         | 2,79% |
| Berkshire Hathaway (Investment Management) | 2,65% |

## Controverses
À la suite de l'effondrement de l'immeuble Rena Plaza situé a trente kilomètres de Dacca, accident qui a fait 1 127 morts, un accord a été passé avec les grandes marques occidentales du textile pour améliorer la situation des ouvriers.
Gap a refusé d'approuver cet accord sur les conditions de sécurité dans les usines textiles du Bangladesh validé par les deux leaders mondiaux du prêt-à-porter, le Suédois H&M et l'Espagnol Inditex'.
En août 2018, dans le cadre d'une campagne publicitaire internationale destinée à promouvoir une nouvelle gamme de vêtements pour enfants, la marque suscite la polémique en France en raison de son choix de faire figurer dans sa campagne une petite fille voilée. Considérant qu'à un tel âge, le fait de porter un voile islamique ne pouvait que difficilement refléter un choix libre et volontaire, de nombreux internautes et personnalités politiques ont appelé au boycott de la marque.

## Annexe